# 그레이엄 굴드먼
그레이엄 굴드먼(영어: Graham Gouldman, 1946년 5월 10일 ~ )은 아트 록 밴드 10cc의 공동 리드 싱어이자 베이시스트로 가장 잘 알려진 영국의 가수, 음악가, 작곡가이다. 그는 1972년 결성된 이후 밴드의 유일한 고정 멤버였다. 10cc 이전에 굴드먼은 프리랜서 송라이터로 일했으며 야드버즈, 홀리스, 허만스 허밋 및 오하이오 익스프레스를 포함한 주요 록 및 팝 그룹의 많은 히트곡을 작곡했다.

## 어린 시절
굴드먼은 잉글랜드 랭커셔주 솔퍼드의 브로튼에서 유대인 가정에서 태어났다. 그는 1963년부터 그의 지역 유대인 청소년 여단에서 하우스 밴드가 된 하이 스팟, 크레바테스, 플래닛, 그리고 월윈즈를 포함한 많은 맨체스터 밴드에서 연주했다.

## 음악 경력
굴드먼 (보컬, 기타), 모리스 스펄링 (보컬/드럼), 버나드 바소 (베이스), 스티븐 제이콥슨 (기타, 봉고스), 말콤 와그너, 필 코언으로 구성된 윌윈즈는 HMV와 녹음 계약을 체결했으며, 1964년 6월 10cc 밴드 동료 롤 크레미가 작곡한 〈Baby Not Like You〉와 함께 버디 홀리의 노래 〈Look at Me〉의 녹음을 발표했다.
굴드먼은 1964년 말에 윌윈즈를 해산시켰고, 이듬해 2월에는 제이콥슨, 바소, 맨체스터 밴드 세이버즈의 전 멤버 케빈 고들리 (드럼)와 함께 모킹버즈를 결성했다. 모킹버즈는 컬럼비아 레코드와 계약을 맺었는데, 컬럼비아 레코드는 굴드먼의 첫 번째 싱글 제안인 〈For Your Love〉(나중에 야드버즈의 주요 히트곡)를 거절하고 〈That's How (It's Gonna Stay)〉(1965년 2월, 미국 ABC 파라마운트에서 발행)와 〈I Can Feel We're Parting〉(1965년 5월)을 발매했다. 밴드는 〈You Street My Love〉(1965년 10월)의 즉시 레이블로, 데카 레코드는 〈One By One〉(1966년 7월)과 〈How to Find a Lover〉(1966년 10월)로 각각 전환했다.
모킹버즈는 또한 맨체스터에서 송출된 BBC 텔레비전의 《톱 오브 더 팝스》를 위한 정기적인 준비운동 장소를 시작했다. 그는 "야드버즈가 쇼에 출연해 〈For Your Love〉를 했는데, 이 곡은 제가 쓴 곡이었습니다. 모두가 그들 주변에서 불평을 늘어놓았고, 저는 단지 익명의 그룹에 속해 있었습니다. 그날 밤, 그들이 제 노래를 연주하는 것을 듣고 기분이 이상했습니다."라고 회상했다.